# Gare aux Tympans
Le Festival Gare aux Tympans était un Festival de musique ayant lieu à Chassenard (Allier) au mois de juillet.

## Programmation

### Édition 2007
Elle a eu lieu le 7 juillet 2007 à la Réserve. Les groupes présents étaient :
- Aurélien Emorine,
- Provisoire,
- Tinkiète lazare,
- Unknown Flying orchestra,
- Extatik,

### Édition 2008
Elle a eu lieu le 12 juillet 2008 à la promenade des Demoiselles. Les groupes présents étaient : 
- Une touche d'optimisme,
- Courir les rues,
- Burning Heads,
- Lhassah,
- Trace ta roots

### Édition 2009
Elle a eu lieu le 11 juillet 2009 à la Réserve. Les groupes présents étaient :
- Mon côté manouche
- Luc le Verlan,
- Broussaï,
- Les Caméléons,
- La Milca,
- Kaly Live Dub

### Édition 2010
Elle a eu lieu le 17 juillet 2010 à la Réserve. Les groupes présents étaient :
- Next exit,
- La ruelle en chantier,
- Les allumés du pouce,
- Unknow Flying Orchestra,
- Marcel et son Orchestre,

### Édition 2011
Du fait d'intempéries, seulement 600 spectateurs ont assisté à cette (dernière?) édition qui a subi un déficit de 9 000 euros.